# كرايسلر إكزكيوتيف
كرايسلر إكزكيوتيف (بالإنجليزية: Chrysler Executive) هي سيارة ليموزين تنفيذية أنتجتها شركة كرايسلر بين عامي 1983 و1986. كانت تستهدف السوق الذي يبحث عن سيارات فاخرة ممدودة الطول بأسعار معقولة مقارنة بالليموزينات التقليدية.

## الوصف
تم تصنيع السيارة على منصة K الخاصة بكرايسلر، وتوفرت بنسختين رئيسيتين:
- السيدان التنفيذية: بقاعدة عجلات ممتدة إلى 124 بوصة.

- الليموزين التنفيذية: بقاعدة عجلات ممتدة إلى 131 بوصة.

تميزت السيارة بمقاعد خلفية واسعة وتصميم داخلي فاخر مزود بوسائل راحة مثل مكيف هواء خلفي ونظام صوتي محسن.

## المحركات
زُوّدت كرايسلر إكزكيوتيف بمحركين اختياريين:
- محرك 4 أسطوانات سعة 2.6 لتر.

- محرك توربو سعة 2.2 لتر في الطرازات الأحدث.

## السوق
استهدفت السيارة الشركات والمؤسسات التي تحتاج إلى مركبات رسمية، وكذلك السوق الخاص بالأفراد الراغبين في اقتناء ليموزين متوسطة الحجم.